# 浄法寺バイパス
浄法寺バイパス（じょうぼうじバイパス）は、岩手県道6号二戸五日市線のバイパス道路である。

## 概要
当初計画では全線幅3.5mの歩道を設置する予定であったが、コスト削減のため2006年（平成18年）に歩道設置区間1.2km、幅2.5mに縮小されている。

### 路線データ
- 全長：3.6km。
- 起点：岩手県二戸市浄法寺町漆沢上前田[1]（八戸自動車道浄法寺インターチェンジ、岩手県道210号一戸浄法寺線交点付近）
- 終点：二戸市浄法寺町滝見橋[1]
- 車道幅員6.5m。

## 歴史
- 2012年（平成24年）3月26日 - 土地収用法に基づく事業認定の告示[2]

- 2015年（平成27年）9月19日13時 - 全線開通。

## 路線状況
主要地方道二戸五日市線は二戸市と八幡平市を結ぶ幹線道路であり、岩手県地域防災計画において緊急輸送路に指定されている。また、安比高原スキー場をはじめとする観光ルートとなっているほか、八戸自動車道の代替道路としての機能も果たしている。
しかしながら、浄法寺町域においては幅員狭小、線形不良のため見通しが悪く、歩道も未整備である。また、冬季はスキー場へ向かう車により交通量が増大し、さらに積雪により幅員が狭くなり、安全で円滑な交通に支障をきたしていた。
このような問題を解決するため、1996年度（平成8年度）より事業着手。迂回路が整備されているにもかかわらず山間に新道を通すことから反対も多く用地買収に難航していたが、2015年9月19日の13時に全線供用が開始された。